# Tramlijn Nijmegen - Venlo
De Tramlijn Nijmegen - Venlo was een tramlijn van Nijmegen via Gennep naar Venlo langs de oostelijke oever van de Maas. 

## Geschiedenis

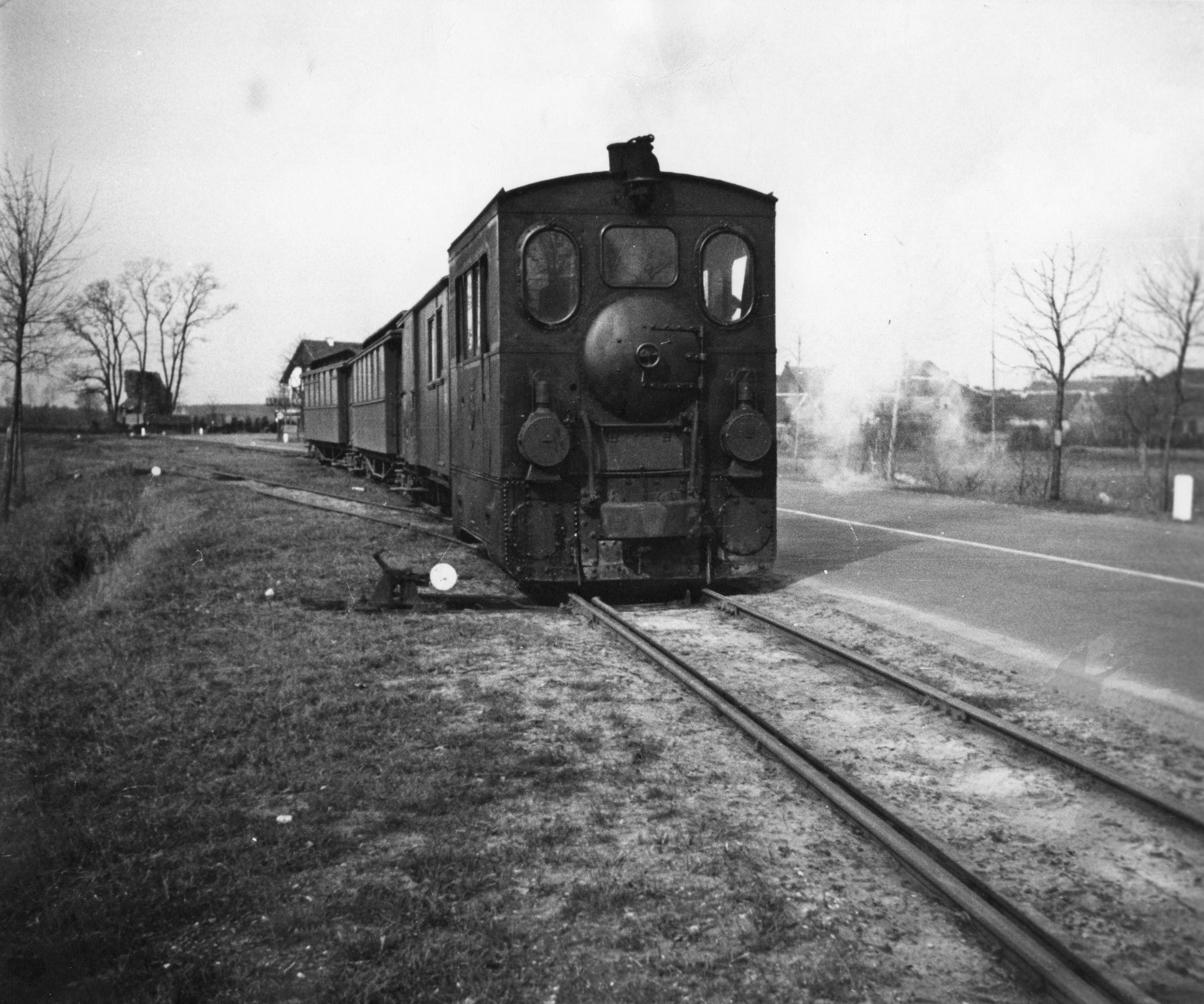
Locomotief van de tram Maas-Buurtspoorlijn op weg naar Velden.

Sinds de aanleg in 1883 van de spoorlijn Nijmegen – Venlo (Maaslijn) op de westelijke Maasoever wilde men aan de oostkant een goede verbinding tussen Nijmegen en Venlo hebben. De lijn werd geopend op 31 mei 1913 door de Maas-Buurtspoorweg voor zowel reiziger als goederenvervoer. De tramlijn werd in de westelijke berm van de rijksweg aangelegd. In Gennep, naast het hoofdkantoor van de NBDS, werd de directie gevestigd. Op enkele tientallen meters van het kantoor kruiste de tramlijn met de spoorlijn Boxtel - Wesel.
Het aantal passagiers van de stoomtram groeide in de eerste jaren, maar de Eerste Wereldoorlog zorgde voor een moeilijke tijd. Autobussen kwamen in deze jaren in opmars en het personenvervoer per tram nam sterk af. Ook de concurrentie met het goederenvervoer door de opkomst van de vrachtauto was groot. Doordat er een wildgroei van busondernemingen was, greep de overheid in 1939 in.
Door de opkomst van een nieuwe generatie dieselmotoren kreeg de tram midden jaren dertig als motortram weer bestaansrecht, maar een groot tekort aan dieselolie maakte in de jaren 1940-1945 hieraan een einde. De stoomtram werd weer ingezet, maar het materieel was versleten en duur in gebruik. De dieseltrams werden voorzien van houtgas-generatoren en konden zo weer worden gebruikt. Hoewel de passagiers in toenemende mate gebruik maakten van de tram, zorgde de slechte staat van het materieel voor grote vertragingen.
In het laatste jaar van de oorlog, na de luchtlandingen bij Nijmegen op 17 september 1944, werd de tramlijn door oorlogshandelingen ernstig vernield. Die dag reden ook de laatste trams.
In 1946 werd besloten het trambedrijf niet te hervatten en werd het spoor opgebroken. De stoomlocs werden gesloopt. De motortrams, de laatst overgebleven postbagagewagen (de rest werd motorlocomotief) en de oorspronkelijke MBS-rijtuigen werden verkocht aan de Rotterdamsche Tramweg Maatschappij, waar een deel van dit materieel tot 1966 dienstdeed.
De volledige vloot goederenmaterieel en een grote hoeveelheid rails werden verkocht aan de Zeeuwsch-Vlaamsche Tramweg-Maatschappij.

## Verloop van de tramlijn

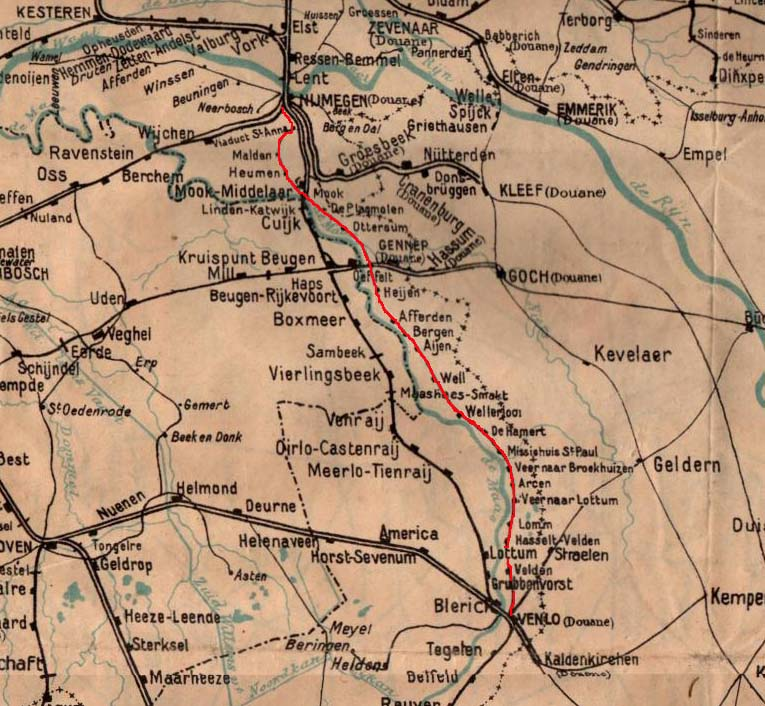
Hoofdtraject van de MBS.

De tramlijn begon ongeveer tegenover de zuidelijke vleugel van het station in Nijmegen. Daarna liep de tramlijn evenwijdig aan de spoorlijn Nijmegen – Venlo richting zuiden (over de Diemerbroekstraat en Dr. Jan Berendsstraat) onder het viaduct met de Graafseweg door. Ter hoogte van de Jan van Galenstraat boog de tramlijn naar rechts af, stak de St. Annastraat over en ging toen over een viaduct (net ten zuiden van het wegviaduct) over de spoorlijn Nijmegen-Venlo/Kleve).
Vanaf hier verliep de lijn over de Rijksweg en ging via onder andere de dorpen Mook, Gennep, Heijen, Afferden, Heukelom en Arcen naar Venlo.
Vlak voor Mook verliep de tramlijn onder een viaduct met de spoorlijn Nijmegen - Venlo. Er waren twee grotere bruggen. Vlak voor Gennep was een brug over de Niers en bij De Hamert een brug over het Gelderns-Nierskanaal.
Bij de nadering van Venlo verliet de tramlijn weer de Rijksweg. Om de sterke helling van de Hakkenberg te vermijden liep zij over een lengte van 450 meter van de Rijksweg af. Daarna volgde ze de Veldenseweg, Straelseweg, toenmalige Moerdijkstraat, Goltziusstraat, toenmalige Hamburgersingel om vervolgens de inmiddels verdwenen spoorlijn naar Straelen en Wesel van de Köln-Mindener Eisenbahn-Gesellschaft te kruisen. Het eindpunt lag tegenover het station Venlo.
De totale lengte van de tramlijn bedroeg 63,5 kilometer waarvan ruim 9 kilometer in de provincie Gelderland. De spoorwijdte was 1.000 mm (meterspoor).